# Edvard 3. af England
Edvard 3. (engelsk: Edward III) (13. november 1312 – 21. juni 1377) var konge af England og lord af Irland fra januar 1327 til sin død; han er kendt for militær dygtighed og for at genoprette den kongelige autoritet efter sin faders katastrofale og uortodokse styre. Edvard 3. omdannede Kongeriget England til en af de største militærmagter i Europa. Hans lange styre på 50 år var det næst længste i den engelske middelalder (kun overgået af hans oldefar Henrik 3.), og kendt for god lovgivning og regeringsstruktur (særligt udviklingen af parlamentet) og Den sorte døds hærgen.
Edvard blev kronet som 14-årig, efter hans far blev afsat af hans mor, Isabella af Frankrig, og hendes elsker Roger Mortimer. I en alder af 17 år rettede han et coup d'état mod Mortimer, der var de facto hersker af landet, og begyndte sit eget styre. Efter en heldig kampagne i Skotland udråbte han sig som retmæssig arving til den franske trone i 1337. Det indledte hundredårskrigen. Efter de første tilbageslag gik første fase af krigen særdeles godt for England; sejre ved Crécy og Poitiers førte til den meget favorable fredsaftale i Brétigny, hvor England fik flere områder i Frankrig, og Edvard gav afkald på sit krav på den franske trone. Den første fase blev kendt som den edvardianske krig. Edvards senere år var præget af internationale fiaskoer og stridigheder hjemme i England, særlig som resultat af hans egen inaktivitet og dårlige helbred.
Edvard 3. var temperamentsfuld, men var i stand til at udvise stor mildhed. Han var på mange måder en konventionel konge, hvis primære interesser var krigsfærd. Han blev beundret i sin samtid og århundreder efter, men han blev set som en uansvarlig eventyrer af de historikerne i oplysningstiden og William Stubbs. Det syn er blev udfordret af moderne historikere, der krediterer ham for store bedrifter.

## Tidlige liv
Edvard var søn af Edvard 2. af England og Isabella af Frankrig, datter af kong Filip 4. den Smukke. Han blev født på Windsor Castle i 1312. I 1320 fik han titlen jarl af Chester, og i 1325 gav faderen ham titlen hertug af Aquitanien. Han blev sendt til Frankrig for at møde sin onkel, kong Karl 4. af Frankrig.
Da han kom hjem i 1327, tvang den viljestærke dronning og hendes elsker Roger Mortimer den upopulære konge til at abdicere og satte den 14 år gamle Edvard på tronen. Edvard 2. blev myrdet kort tid efter, og Isabella og Roger Mortimer kunne styre riget som regenter uden at bekymre sig om hans indblanding.

## Styre
Der gik ikke lang tid, før det nye styre mødte andre problemer forårsaget af Roger Mortimer, der nu var de facto hersker af England. Mortimer brugte sin magt til at få herregårde og titler, og hans manglende popularitet voksede med det ydmygende nederlag til skotterne ved slaget ved Stanhope Park og Edinburgh–Northampton freden, der blev underskrevet med skotterne i 1328. Den unge konge kom i konflikt med sin værge. Mortimer behandlede Edvard respektløst. Spændingerne voksede, da Edvard og Filippa, som var blevet gift i York Minster den 24. januar 1328, fik en søn den 15. juni 1330. Det endte med, at Edvard besluttede at gøre noget mod Mortimer. Ved hjælp af sin tætte følgesvend William Montagu og en lille gruppe betroede mænd blev Mortimer taget til fange ved Nottingham Castle den 19. oktober 1330. Mortimer blev henrettet, og Edvard 3.'s tyre begyndte.

### Personlige styre
Edvard 3. var utilfreds med fredsaftalen, der var skrevet i hans navn, men en genoptagelse af krigen med Skotland var mere et privat initiativ end et kongeligt. En gruppe engelske magnater kendt som The Disinherited (De Arveløse), der havde mistet land i Skotland som følge af fredsaftalen, indledte en invasion af Skotland, og vandt en stor sejr under Slaget ved Dupplin Moor i 1332. De forsøgte at indsætte Edvard Balliol som konge af Skotland David 2.'s sted, men Balliol blev hurtigt fordrevet og tvunget til at søge hjælp fra Edvard 3. Den engelske konge svarede igen ved at belejre den vigtige grænseby Berwick og besejrede en stor hær, der var sendt til Berwick for at hjælpe mod englænderne i Slaget ved Halidon Hill. Edvard genindsatte Balliol på tronen og fik til gengæld jord i det sydlige Skotland. Sejrene viste sig dog hårde at opretholde, da styrker, som var loyale overfor David 2., gradvist genvandt kontrol over landet. I 1338 var Edvard nødt til at indgå en våbenhvile med skotterne.
En af årsagerne til, at han ændrede strategi over for Skotland, var en voksende bekymring over forholdet mellem England og Frankrig. Så længde Skotland og Frankrig var i en alliance stod englænderne over for en krig på to fronter. Franskmændene plyndrede flere engelske kystbyer. Det medførte rygter i England om en fransk invasion i fuld skala. I 1337 konfiskerede Filip 6. den engelske konges hertugdømme Aquitanien og grevskabet Ponthieu. I stedet for at søge en fredelig løsning på konflikten ved homagium til den franske konge, som hans fader havde gjort, svarede Edvard igen ved at gøre krav på den franske krone som barnebarn af Filip 4. Frankrig afviste baseret på fortilfælde med agnatisk arvefølge i 1316 og 1322. I stedet fastholdt de arvekravet for Filip 4.'s nevø, kong Filip 6. (en agnatisk efterkommer af Huset Frankrig), og grundstenene til hundredeårskrigen blev lagt (se stamtavlen nedenfor). I de tidlige stadier af krigen var Edvards strategi at etablere alliancer på kontinentet. I 1338 udnævnte den tysk-romerske kejser Ludvig 4. Edvard som præstegeneral i Det tysk-romerske Rige og lovede sin støtte. Så sent som i 1373 etablerede den anglo-portugisiske traktat 1373 en anglo-portugisisk alliance. Det gav dog få resultater; den eneste større militære sejr i denne fase af krigen var sejren til søs ved Sluys den 24. juni 1340, der sikrede engelsk kontrol var Kanalen.
Samtidigt førte det finanspolitiske pres på kongeriget som følge af Edvard dyre alliancer til utilfredshed hjemme i riget. Regeringsrådet var frustreret over den store nationale gæld, mens kongen og hans ledere på kontinentet blev vrede over, at regeringen i England ikke kunne skaffe tilstrækkelige midler. For at håndtere situationen vendte Edvard tilbage til England, og han ankom uanmeldt til London den 30. november 1340. Her fandt han rigets affærer i uorden, og han afskedigede mange ministre og dommere. Det gav dog ikke stabilitet i hjemlandet, og førte til uenighed imellem kongen og John de Stratford, ærkebiskop af Canterbury, hvor Stratfords slægtninge Robert Stratford biskop af Chichester og Henry de Stratford midlertidigt fik frataget sin titel og fængslet. Stratford påstod at Edvard havde forbrudt sig mod landets love ved at arrestere kongelige officerer. Der blev opnået en form for forlig i parlamentet i april 1341, hvor Edvard blev tvunget til at acceptere store begrænsninger i hans finansielle og administrative frihed mod at kunne udstede skatter. I oktober samme år fornægtede kongen dog denne statut, og ærkebiskop Stratford blev politisk udstødt. De ekstraordinære omstændigheder i parlamentet i april havde tvunget kongen til at underkaste sig, men under normale omstændigheder var kongens magt i middelalderens England stort set ubegrænset, hvad Edvard formåede at udnytte.
Historikeren Nicholas Rodger har sat spørgsmålstegn ved Edvards krav om at være "Sovereign of the Seas" (Hersker over havet), idet han taler for, at der stort set ikke var en Royal Navy før Henrik 5. (1413–22) regerede. På trods af Rodgers synspunkt, så havde kong Johan allerede udviklet en kongelig flåde af galejer og havde forsøgt at etablere en administration for disse skibe og for dem, som blev indrullet i flåden (privat skibe, der blev tvunget i kongens eller nationens service). Hans efterfølger Henrik 3. fortsatte dette arbejde. Uanset det faktum at han, sammen med sin forgænger, havde håbet på at udvikle en stærk go effektiv flådeadministration, så gav deres bestræbelser kun en uformel administration, der for det mest var ad hoc. Der opstod en formel flådeadministration i løbet af Edvards styre, der bestod af lægadministratorer og styret af først William de Clewre, så Matthew de Torksey og derefterJohn de Haytfield, og de havde titlen Clerk of the King's Ships. Sir Robert de Crull var den sidste der havde posten under Edvard 3. og han blev den person, som sad længst. Det var i hans tid at Edvards flådeadministration blev til den basis, som kunne udvikle sig under de efterfølgende Henrik 8.'s Council of Marine ogd Navy Board og Karl 1.'s Board of Admiralty. Rodger argumenterer også for, at Frankrig havde overherredømmet til søs i en stor del af 1300-tallet, bortset fra ved slaget Sluys i 1340 og muligvis slaget ved Winchelsea in 1350. Frankrig invaderede dog aldrig England, og Frankrigs kong Johan 2. døde i fangeskab i England. Der var brug for en engelsk flåde til at spille en rolle her og i andre sammenhænge bl.a. de engelsk-irske herremænds oprør og pirateri.

### Krigslykke
I begyndelsen af 1340'erne stod det klart, at Edvards politik med alliancer var for dyr, og at den kun gav få resultater. De følgende år viste et mere direkte engagement af den engelske hær, inklusive i den bretonske tronfølgekrig, men disse intervention vist sig i første omgang også frugtesløse. Edvard misligholdte et lån for 1.365.000 floriner, hvilket resulterede I at udlånerne gik konkurs.
Der skete en stor ændring i juli 1346, hvor Edvard igangsatte en stor offensiv og sejlede til Normandiet med en styrke på 15.000 mand. Hans hær hærgede byen Caen, og marcherede herafter igennem det nordlige Frankrig for at mødes med de engelske tropper i Flandern. Det var ikke Edvard oprindelige intention at møde den franske hær, men ved Crécy, umiddelbart nord for floden Somme, fandt han et godt sted, hvor terrænet gav ham en fordel, og han valgt at kæmpe mod Filip 6.’s hær som forfulgte dem. Den 26. August besejrede den engelske hær den langt større fransk hær under Slaget ved Crécy. Kort efter, den 17. oktober, sejrede den engelske hær igen og tog kong David 2. til fange under Slaget ved Neville's Cross. Efter den nordlige grænse i hans rige nu var sikret, følte Edvard sig fri til at fortsætte sin stor offensiv mod Frankrig, og han belejrede byen Calais. Dette blev englændernes største engagement i hundredårskrigen, da den involverede en hær på 35.000 mand. Belejringen startede den 4. september 1346 og varede indtil byen overgav sig den 3. august 1347.
Efter Calais var faldet tvang udefrakommende faktorer Edvard til skrue ned for krigsindsatsen. I 1348 ramte Den sorte død England for fuld styrke og over en tredjedel af befolkningen døde. Nedgangen i arbejdskraft ledte særligt til en mangel i landbruget, hvilket resulterede i at priserne steg. Store jordejere kæmpede med manglen på arbejdskraft og den resulterende inflation i prisen på arbejde. For at inddæmme lønstigningerne igangsatte kongen og parlamentet med Ordinance of Labourers i 1349, efterfulgt af Statute of Labourers i 1351. Disse forsøg på at regulere lønningerne kunne dog ikke lykkes I det lange løb, men på den korte bane blev de implementeret med stor kraft. Pesten ledte ikke til et totalt sammenbrud af regeringen og samfundet, og landet kom sig forbløffende hurtigt. Dette tilskrives i høj grad kompetent lederskab af den kongelige administration som Treasurer William Edington og Chief Justice William de Shareshull.
Det var ikke før midten af 1350’erne at militæroperationerne på kontinentet blev genoptaget i stor skala.. I 1356 vandt Edvards ældste søn, Edvard, prinsen af Wales, en vigtig sejr under Slaget ved Poitiers. De talstærkt underlegne engelske tropper ikke alene slog de franske tropper, men tog også den franske konge Johan 2. og hans yngste søn Filip den Dristige til fange. Efter flere sejre fik englænderne kontrol over store områder i Frankrig, den franske konge var i engelsk varetægt, og den franske regering var næsten fuldstændigt kollapset. Der har været en historisk debat om Edvards krav på den franske krone oprindeligt var ægte, eller om det blot var en politisk manøvre for at lægge pres på den franske regering. Uanset det oprindelige formål, så syntes hans mål om at få tronen nu inden for rækkevidde. Krigstogtet i 1359, der blev igangsat for at afslutte denne plan, men opnåede ikke noget klart resultat. I 1360 accepterede Edvard derfor Freden i Brétigny, hvorved han opgav sine krav på den franske trone, men sikrede sig at de nye erobrede områder i Frankrig blev anerkendt.

### Senere år
Mens Edvards tidlige styre havde været energisk og succesfuldt, så blev hans senere år præget af passivitet, militære fiaskoer og politiske stridigheder. Nationens daglige affærer appellerede mindre til Edvard en militærkampagner, så i løbet af 1360’erne belavede han sig mere på hjælp fra sine underordnede, særligt William Wykeham. Han var en opkomling, men blev gjort til Keeper of the Privy Seal i 1363 og Chancellor i 1367, men på grund af politiske vanskeligheder, der var forbundet med hans manglende erfaring, tvang parlamentet ham til at træde tilbage fra posten i 1371. Derudover oplevede Edvard problemer, da nogle af hans mest betroede mænd døde; nogle pga. pestens genkomst i 1361-62. William Montagu, 1. jarl af Salisbury, Edvards partner fra kuppet i 1330, døde allerede I 1344. William de Clinton, 1. jarl af Huntingdon, der også havde været med kongen ved Nottingham, døde I 1354. En af jarlerne, der var blevet skabt i 1337, William de Bohun, 1. jarl af Northampton, døde I 1360 og året efter bukkede Edvards muligvis bedste kaptajn, Henrik af Grosmont, under for hvad der sandsynligvis var pest. Deres død efterlod rigets vigtige poster og stormandstitler til yngre personer, der naturligt var mere på linje med prinserne end kongen selv.
Edvard begyndte i højere og højere grad at stole på sine sønner i forhold til at tage lederskab for militæroperationer. Kongens anden søn, Lionel af Antwerpen, forsøgte ved magt at undertrykke de anglo-irske stormænd i Irland. Denne satsning fejlede, og det eneste varige mærke han efterlod var de undertrykkende Kilkennystatutter i 1366. I mellemtiden i Frankrig havde årtierne efter freden i Brétigny resulteret i relativt fredelige tilstande, men den 8. April 1364 døde Johan 2. i fangeskab i England efter at han havde forsøgt at skaffe en løsesum hjemme. Han blev efterfulgt af den energiske Karl 5., der skaffede sig hjælp af den dygtige Bertrand du Guesclin, Connétable de France. I 1369 begyndte Frankrig krigen på ny, og Edvards søn, Johan af Gent, fik ansvaret for militærkampagnen. Det mislykkedes, og ved Freden i Brügge blev det store engelske besiddelser reduceret til kystbyerne Calais, Bordeaux og Bayonne.
Den militære fiasko på kontinentet og det tilhørende pres på finanspolitikken af de konstante militærkampagner ledte til politisk utilfredshed hjemme. Problemerne endte hos parlamentet I 1376, der såkaldte Good Parliament. Parlamentet ville udskrive nye skatter, men House of Commons brugte muligheden til at påpege specifikke klager. Der blev særligt rejst kritik af kongens nærmeste rådgiver. Lord Chamberlain William Latimer, 4. baron Latimer, og Steward of the Household John Neville, 3. baron Neville de Raby blev begge afskediget fra deres stillinger. Edvards elskerinde, Alice Perrers, der blev opfattet som at have for meget magt over den aldrende konge, blev forvist fra hoffet. Commons virkelige modstander, der blev støttet af magtfulde personer som Wykeham og Edmund Mortimer, 3. jarl af March, var Johan af Gent. Både kongen og Edvard af Woodstock var på dette tidspunkt uarbejdsdygtige på grund sygdom, hvilket gav Gent kontrol over regeringen. Gent blev tvunget til at opgive kravene til parlamentet, men den næste forsamling, i 1377, blev de fleste af Good Parliaments resultater tilbageført.
Edvard havde ikke meget at gøre med alt dette; efter omkring 1375 spillede han en begrænset rolle i regeringen og ledelsen af riget. Omkring den 29. september 1376 blev Edvard syg med en stor byld. Efter en kort periode, hvor han fik det bedre i februar 1377, døde kongen af et slagtilfælde ved Sheen den 21. juni. Han blev efterfulgt af sit 10-årige barnebarn, Richard 2., søn af Edvard af Woodstock, da Woodstock selv var død den 8. juni 1376.

## Resultater under hans styre

### Lovgivning
I de midterste år af Edvards styre havde han en periode med stor lovgivningsmæssig aktivitet. En af de bedste kendte stykke lovtekst var Statute of Labourers of 1351, der omhandlede manglen på arbejdskraft forskyldt af den sorte død. Statutten fastsatte lønninger til samme niveau som før pesten, og immobiliserede bønderne ved at fastslå at deres herremænd havde førsteret til deres arbejdskraft, så de ikke kunne flytte. På trods af koordinerede indsatser for at opretholde statutten så endte den med at fejle som følge af konkurrence blandt jordejerne imellem. Loven er blevet beskrevet som et forsøg på at “lovgive mod loven om udbud og efterspørgsel", hvilket var dømt til at gå galt. Ikke desto mindre skabte manglen på arbejdskraft et interessefællesskab mellem de mindre jordejere i House of Commons og de store jordejere fra House of Lords. Foranstaltningerne skabte vrede blandt bønderne, hvilket ledte til Peasants' Revolt i 1381.
Edvard 3.’s styre foregik samtidig med det såkaldte babylonske fangeskab af pavedømmet i Avignon. Under krigene med Frankrig fremvoksede der en opposition i England mod den uretfærdighed der blev skabt af et pavedømmet som i høj grad blev styret af den fransk krone. Flere antog, at den pavelige skatteopkrævning fra den engelske kirke blev brugt til at finansiere landets fjender, mens praksissen med provisioner – paven der fordelte gejstligheden – forårsagede vrede i den engelske befolkning. Statutterne Provisor og Praemunire, fra hhv. 1350 og 1353, forsøgte at ændre dette ved at bandlyse de pavelige fordelinger, samt at begrænse paverette overenglænderne. Statutterne adskilte dog ikke båndene mellem kongen og paven, der begge var afhængige af hinanden.
Andre vigtige love vedtaget under hans styre inkluderer Treason Act 1351. Det var netop harmonien i hans styre der gjorde det muligt at opnå enighed om definitionen i denne kontroversielle type kriminalitet. Den mest markante juridiske reform var dog sandsynligvis fredsommere. Denne institution begyndte før Edvard 3. Blev konge, men I 1350 havde disse dommere fået magt til ikke blot at undersøge kriminalitet og foretage arrestation, men også at afprøver sager der inkluderede forbrydelser. Med dette var der blevet skabt en varig institution i det engelske retsvæsen.

### Parlament og skat
Parlamentet som repræsentativ institution var allerede veletablerede da Edvard 3. kom til magten, men der skete alligevel en stor udvikling af dette under hans styre. I denne periode blev medlemskab i det engelske baronage, der tidligere havde været blandet gruppe personer, begrænset til dem, som havde pladser i parlamentet. Dette skete da parlamentet gradvist udviklede sig til et tokammersystem bestående af House of Lords og House of Commons. Det var dog ikke hos House of Lords, men derimod i House of Focmmons, at de største ændringer skete, idet dette kammer fik udvidet sin politiske rolle. I denne proces blev proceduren med impeachment og posten som Speaker skabt. Selvom nogle politiske forbedringer kun var midlertidige, så repræsenterede dette parlament et vendepunkt i Englands politiske historie.
House of Commons politiske indflydelse lå oprindeligt i deres ret til at udskrive skatter. Hundredårskrigens økonomiske omkostninger var enorme, og kongen og hans ministre forsøgte med forskellige metoder at dække disse udgifter. Kongen havde en stabil indkomst fra krongodset, og kunne også optage betragtelige lån fra italienske og indenlandske udbydere. For at finansiere krigsførelsen var han dog nødt til at udskrive skatter til sine undersåtter. Skatterne havde tog former; afgifter og told. Afgifter var en andel af alt flytbar ejendom, normal tiende for byer og femtende for landsbrugsområder. Dette kunne generere store pengesummer, men den slags afgifter skulle godkendes af parlamentet, og kongen skulle kunne dokumentere, at de var nødvendige. Told fungerede derfor som et supplement, og som en stabil og sikker kilde til indkomst. En “gammel told” på uld havde eksisteret siden 1275. Edvard 1. havde forsøgt at introducere yderligere told på uld, men hans upopulære maltolt, eller "uretfærdige pengeafpresning ", blev hurtigt afskaffet. Fra 1336 og fremefter var der en række tiltag, som havde som formål at øge kongens indtjening ved uldeksport. Efter startvanskeligheder og utilfredshed blev det ved Ordinance of the Staple fra 1353 besluttet at ny told skulle godkendes af parlamentet, men de blev i realiteten permanente.
Via stabile skatter i Edvard styre fik parlamentet, og særligt House of Commons, politisk indflydelse. Der blev etableret en konsensus om at skatter skulle være retfærdige, at kongen skulle dokumentere at de var nødvendige, de skulle udskrives af riget og de skulle tilgodese hele samfundet. Udover at udskrive skatter kunne parlamentet også igangsætte petitioner om adgang for klager til kongen, som oftest omhandlede misadministration af kongelige embedsmænd. Dette var en fordel for begge parter. Via processen med House of Commons blev samfundet repræsenteret, og de blev mere politiske bevidste, hvormed grundlaget for den særlige engelske form for konstitutionelt monarki.

## Familie

### Sønner
- Edvard, den sorte prins (1330-1376), ældste søn og heir apparent, født på Woodstock Palace, Oxfordshire. Han døde inden sin far, men nåede at gifte sig med Johanne, grevinde af Kent i 1361, som han bl.a. fik sønnen Richard med.
- Vilhelm af Hatfield (1337-1337), hans anden søn. Født i Hatfield, South Yorkshire, men døde kort efter fødslen og er begravet I York.
- Lionel af Antwerpen, 1. Hertug af Clarence (1338-1368), hans tredje søn (anden overlevende søn), født i Antwerpen i Hertugdømmet Brabant, hvor hans fader befandt sig under forhandlingerne med Jacob van Artevelde.[85] I 1352 giftede han sig for første gang med Elizabeth de Burgh, 4. Komtesse af Ulster. De fik ingen sønner, men deres datter blev forfader til York-kongen Edvard 5., og det var via hans slægtsskab med hertugen af Clarence, at han baserede sit krav på tronen på, og ikke hans direkte nedstamning fra 1. hertug af York. Han giftede sig igen I 1368 med Violante Visconti, men de fik ingen børn.
- Johan af Gent, 1. hertug af Lancaster (1340-1399), fjerde søn (tredje overlevende søn), født i "Gaunt" (nu Gent) i Flandern. Byen var en vigtig aftager af engelsk uld, der var grundlaget for den engelske rigdom på dette tidspunkt. I 1359 giftede han sig først med en fjerne kusine, Blanche af Lancaster, der nedstammede fra den 1. jarl af Lancaster, der var en af kong Henrik 3.'s sønner. Sammen med Blanka fik han Henrik af Bolingbroke, der blev konge under navnet Henrik 4. efter at have taget tronen fra sin fætter, konge Richard 2. I 1371 giftede han sig igen med den spæde Konstance af Kastilien, som han senere fik børn med. I 1396 giftede han sig for tredje gang med sin elskerinde Katherine Swynford, som han havde fået flere uægte børn med, som senere blev legitimeret som Huset Beaufort. Henry Beaufort, 3. hertug af Somerset (1436-1464) fik et uægte barn ved navn Charles, som tog efternavnet "Somerset" (Charles Somerset, 1. Jarl af Worcester), og er forfader til nutidens Henry Somerset, 12. hertug af Beaufort (født 1952) af Huset Badminton, Gloucestershire.
- Edmund af Langley, 1. hertug af York (1341-1402), femte søn (fjerde overlevende søn), født på Kings Langley Palace, Hertfordshire. Han blev først gift med den spæde Isabella af Castilien, søster til Constance af Castile, anden hustru til hans ældre Johan af Gent. Han blev gift anden gang med sin kusine Joan Holland. De fik ingen børn. Hans tipoldebarn (den 4. hertug af York) blev kong Edvard 4. i 1461, efter at have afsat sin fætter, kong Henrik 6., der var tipoldebarn af Johan af Gent.
- Thomas af Windsor[86] (1347-1348), sjette søn, født på Windsor Castle, døde som spæd af pest og blev begravet i King's Langley Priory, Hertfordshire;
- Vilhelm af Windsor (1348-1348), syvende søn, født før 24. juni 1348 på Windsor Castle, døde som spæd før 5. september 1348, begravet i Westminster Abbey;
- Thomas af Woodstock, 1. hertug af Gloucester (1355-1397), ottende søn (femte overlevende søn), født på Woodstock Palace i Oxfordshire; i 1376 blev han gift med Eleanor de Bohun, og sammen fik de flere børn. Hans arving blev Bourchier-familien, jarlerne af Bath, af Tawstock i Devon, i dag repræsenteret af Wrey baronets, der deler våbenskjold med Thomas af Woodstock[87] og er fortsat ejere af Tawstock herregård.

### Døtre
- Isabella af England (1332-1379/82), født på Woodstock Palace, Oxfordshire, i 1365 giftede hun sig med Enguerrand 7. de Coucy, 1. jarl af Bedford, som hun fik børn med;
- Johanne af England (1333/4-1348), født på Tower of London; hun var trolovet med Peter af Kastilien men døde af pest på vej til Kastilien før de blev gift. Peters to døtre fra hans ægteskab med María de Padilla blev gift sig med Johannes yngre brødre Johan af Gent, 1. hertug af Lancaster og Edmund af Langley, 1. hertug af York.
- Blanka (1342-1342), født i Tower of London, døde kort efter fødslen og blev begravet i Westminster Abbey.
- Mary af Waltham (1344-1361), født i Bishop's Waltham, Hampshire; i 1361 giftede hun sig med Johan 4., hertug af Bretagne. De fik ingen børn.
- Margaret (grevinde af Pembroke) (1346-1361), født på Windsor Castle; i 1359 giftede hun sig med John Hastings, 2. jarl af Pembroke. De fik ingen børn;

## Stamtavle
Edvards krav om den franske trone var bseret på hans afstamning fra kong Filip 4. af Frankrig igennem hans mor Isabella.
Forhold til det franske monarki
|                           |                           |                           |                           |                           |                           |  |  |                         |                         |                         |                         |                         |                         |  |  |                         |                         |                         |                         |                         |                         | Filip 3. (r. 1270–1285) |  |          |          |          |          |          |          |          |          |                      |                      |                      |                      |                      |                      |  |  |                         |                         |                         |                         |                         |                         |  |  |                    |                    |                    |                    |                    |                    |  |  |  |  |  |  |  |  |  |  |  |  |
|                           |                           |                           |                           |                           |                           |  |  |                         |                         |                         |                         |                         |                         |  |  |                         |                         |                         |                         |                         |                         |                         |  |          |          |          |          |          |          |          |          |                      |                      |                      |                      |                      |                      |  |  |                         |                         |                         |                         |                         |                         |  |  |                    |                    |                    |                    |                    |                    |  |  |  |  |  |  |  |  |  |  |  |  |
|                           |                           |                           |                           |                           |                           |  |  |                         |                         |                         |                         |                         |                         |  |  |                         |                         |                         |                         |                         |                         |                         |  |          |          |          |          |          |          |          |          |                      |                      |                      |                      |                      |                      |  |  |                         |                         |                         |                         |                         |                         |  |  |                    |                    |                    |                    |                    |                    |  |  |  |  |  |  |  |  |  |  |  |  |
|                           |                           |                           |                           |                           |                           |  |  |                         |                         |                         |                         |                         |                         |  |  | Filip 4. (r. 1285–1314) | Filip 4. (r. 1285–1314) | Filip 4. (r. 1285–1314) | Filip 4. (r. 1285–1314) | Filip 4. (r. 1285–1314) | Filip 4. (r. 1285–1314) |                         |  |          |          |          |          |          |          |          |          |                      |                      |                      |                      |                      |                      |  |  | Karl af Valois († 1325) | Karl af Valois († 1325) | Karl af Valois († 1325) | Karl af Valois († 1325) | Karl af Valois († 1325) | Karl af Valois († 1325) |  |  |                    |                    |                    |                    |                    |                    |  |  |  |  |  |  |  |  |  |  |  |  |
|                           |                           |                           |                           |                           |                           |  |  |                         |                         |                         |                         |                         |                         |  |  | Filip 4. (r. 1285–1314) | Filip 4. (r. 1285–1314) | Filip 4. (r. 1285–1314) | Filip 4. (r. 1285–1314) | Filip 4. (r. 1285–1314) | Filip 4. (r. 1285–1314) |                         |  |          |          |          |          |          |          |          |          |                      |                      |                      |                      |                      |                      |  |  | Karl af Valois († 1325) | Karl af Valois († 1325) | Karl af Valois († 1325) | Karl af Valois († 1325) | Karl af Valois († 1325) | Karl af Valois († 1325) |  |  |                    |                    |                    |                    |                    |                    |  |  |  |  |  |  |  |  |  |  |  |  |
|                           |                           |                           |                           |                           |                           |  |  |                         |                         |                         |                         |                         |                         |  |  |                         |                         |                         |                         |                         |                         |                         |  |          |          |          |          |          |          |          |          |                      |                      |                      |                      |                      |                      |  |  |                         |                         |                         |                         |                         |                         |  |  |                    |                    |                    |                    |                    |                    |  |  |  |  |  |  |  |  |  |  |  |  |
| Ludvig 10. (r. 1314–1316) | Ludvig 10. (r. 1314–1316) | Ludvig 10. (r. 1314–1316) | Ludvig 10. (r. 1314–1316) | Ludvig 10. (r. 1314–1316) | Ludvig 10. (r. 1314–1316) |  |  | Filip 5. (r. 1316–1322) | Filip 5. (r. 1316–1322) | Filip 5. (r. 1316–1322) | Filip 5. (r. 1316–1322) | Filip 5. (r. 1316–1322) | Filip 5. (r. 1316–1322) |  |  | Karl 4. (r. 1322–1328)  | Karl 4. (r. 1322–1328)  | Karl 4. (r. 1322–1328)  | Karl 4. (r. 1322–1328)  | Karl 4. (r. 1322–1328)  | Karl 4. (r. 1322–1328)  |                         |  | Isabella | Isabella | Isabella | Isabella | Isabella | Isabella |          |          | Edvard 2. af England | Edvard 2. af England | Edvard 2. af England | Edvard 2. af England | Edvard 2. af England | Edvard 2. af England |  |  | Filip 6. (r. 1328–1350) | Filip 6. (r. 1328–1350) | Filip 6. (r. 1328–1350) | Filip 6. (r. 1328–1350) | Filip 6. (r. 1328–1350) | Filip 6. (r. 1328–1350) |  |  | Johanne af Valois  | Johanne af Valois  | Johanne af Valois  | Johanne af Valois  | Johanne af Valois  | Johanne af Valois  |  |  |  |  |  |  |  |  |  |  |  |  |
| Ludvig 10. (r. 1314–1316) | Ludvig 10. (r. 1314–1316) | Ludvig 10. (r. 1314–1316) | Ludvig 10. (r. 1314–1316) | Ludvig 10. (r. 1314–1316) | Ludvig 10. (r. 1314–1316) |  |  | Filip 5. (r. 1316–1322) | Filip 5. (r. 1316–1322) | Filip 5. (r. 1316–1322) | Filip 5. (r. 1316–1322) | Filip 5. (r. 1316–1322) | Filip 5. (r. 1316–1322) |  |  | Karl 4. (r. 1322–1328)  | Karl 4. (r. 1322–1328)  | Karl 4. (r. 1322–1328)  | Karl 4. (r. 1322–1328)  | Karl 4. (r. 1322–1328)  | Karl 4. (r. 1322–1328)  |                         |  | Isabella | Isabella | Isabella | Isabella | Isabella | Isabella |          |          | Edvard 2. af England | Edvard 2. af England | Edvard 2. af England | Edvard 2. af England | Edvard 2. af England | Edvard 2. af England |  |  | Filip 6. (r. 1328–1350) | Filip 6. (r. 1328–1350) | Filip 6. (r. 1328–1350) | Filip 6. (r. 1328–1350) | Filip 6. (r. 1328–1350) | Filip 6. (r. 1328–1350) |  |  | Johanne af Valois  | Johanne af Valois  | Johanne af Valois  | Johanne af Valois  | Johanne af Valois  | Johanne af Valois  |  |  |  |  |  |  |  |  |  |  |  |  |
|                           |                           |                           |                           |                           |                           |  |  |                         |                         |                         |                         |                         |                         |  |  |                         |                         |                         |                         |                         |                         |                         |  |          |          |          |          |          |          |          |          |                      |                      |                      |                      |                      |                      |  |  |                         |                         |                         |                         |                         |                         |  |  |                    |                    |                    |                    |                    |                    |  |  |  |  |  |  |  |  |  |  |  |  |
|                           |                           |                           |                           |                           |                           |  |  |                         |                         |                         |                         |                         |                         |  |  |                         |                         |                         |                         |                         |                         |                         |  |          |          |          |          | Edvard 3 | Edvard 3 | Edvard 3 | Edvard 3 | Edvard 3             | Edvard 3             |                      |                      |                      |                      |  |  |                         |                         |                         |                         |                         |                         |  |  | Filippa af Hainaut | Filippa af Hainaut | Filippa af Hainaut | Filippa af Hainaut | Filippa af Hainaut | Filippa af Hainaut |  |  |  |  |  |  |  |  |  |  |  |  |
|                           |                           |                           |                           |                           |                           |  |  |                         |                         |                         |                         |                         |                         |  |  |                         |                         |                         |                         |                         |                         |                         |  |          |          |          |          | Edvard 3 | Edvard 3 | Edvard 3 | Edvard 3 | Edvard 3             | Edvard 3             |                      |                      |                      |                      |  |  |                         |                         |                         |                         |                         |                         |  |  | Filippa af Hainaut | Filippa af Hainaut | Filippa af Hainaut | Filippa af Hainaut | Filippa af Hainaut | Filippa af Hainaut |  |  |  |  |  |  |  |  |  |  |  |  |

|                         |                         |  |                          |                                |  |  |  |  | 8. Henrik 3. af England |
|                         |                         |  |                          |                                |  |  |  |  |                         |
|                         | 4. Edvard 1. af England |  |                          |                                |  |  |  |  |                         |
|                         |                         |  |                          |                                |  |  |  |  |                         |
|                         |                         |  |                          | 9. Eleanor af Provence         |  |  |  |  |                         |
|                         |                         |  |                          |                                |  |  |  |  |                         |
|                         | 2. Edvard 2. af England |  |                          |                                |  |  |  |  |                         |
|                         |                         |  |                          |                                |  |  |  |  |                         |
|                         |                         |  |                          | 10. Ferdinand 3. af Castile    |  |  |  |  |                         |
|                         |                         |  |                          |                                |  |  |  |  |                         |
|                         | 5. Eleanor af Castile   |  |                          |                                |  |  |  |  |                         |
|                         |                         |  |                          |                                |  |  |  |  |                         |
|                         |                         |  |                          | 11. Joan, grevinde af Ponthieu |  |  |  |  |                         |
|                         |                         |  |                          |                                |  |  |  |  |                         |
| 1. Edvard 3. af England |                         |  |                          |                                |  |  |  |  |                         |
|                         |                         |  |                          |                                |  |  |  |  |                         |
|                         |                         |  | 12. Filip 3. af Frankrig |                                |  |  |  |  |                         |
|                         |                         |  |                          |                                |  |  |  |  |                         |
|                         | 6. Filip 4. af Frankrig |  |                          |                                |  |  |  |  |                         |
|                         |                         |  |                          |                                |  |  |  |  |                         |
|                         |                         |  |                          | 13. Isabella af Aragon         |  |  |  |  |                         |
|                         |                         |  |                          |                                |  |  |  |  |                         |
|                         | 3. Isabella af Frankrig |  |                          |                                |  |  |  |  |                         |
|                         |                         |  |                          |                                |  |  |  |  |                         |
|                         |                         |  |                          | 14. Henrik 1. af Navarre       |  |  |  |  |                         |
|                         |                         |  |                          |                                |  |  |  |  |                         |
|                         | 7. Joan 1. af Navarre   |  |                          |                                |  |  |  |  |                         |
|                         |                         |  |                          |                                |  |  |  |  |                         |
|                         |                         |  |                          | 15. Blanche af Artois          |  |  |  |  |                         |
|                         |                         |  |                          |                                |  |  |  |  |                         |